# The Order (série de televisão)
The Order é uma  série de televisão americana de terror e drama sobrenatural criada por Dennis Heaton e Shelley Eriksen que estreou na Netflix em 7 de março de 2019. Em 28 de março de 2019 a série foi renovada para segunda temporada, lançada em 18 de junho de 2020.
Em novembro de 2020, a série foi cancelada pela Netflix após 2 temporadas, deixando o final da série em aberto.

## Elenco

### Principal
- Jake Manley como Jack Morton
- Sarah Grey como Alyssa Drake
- Matt Frewer como Peter Morton
- Sam Trammell como Eric Clarke
- Max Martini como Edward Coventry
- Thomas Elms como Hamish Duke
- Adam DiMarco como Randall Carpio
- Devery Jacobs como Lilith Bathory

### Recorrente
- Katharine Isabelle como Vera Stone
- Adam DiMarco como Randall Carpio
- Matt Visser como Weston
- Ajay Friese como Amir
- Hiro Kanagawa como Detective Hayashi
- Jedidiah Goodacre como Kyle
- Kawennáhere Devery Jacobs como Lilith Bathory
- Aaron Hale como Brandon
- Thomas Elms como Hamish Duke
- Louriza Tronco como Gabrielle Dupres
- Ty Wood como Gregory
- Dylan Playfair como Clay

### Participações
- Drew Ray Tanner como Todd Shutner ("Hell Week, Part One")
- Favour Onwuka como Drea ("Hell Week, Part One")
- Jewel Staites como Reneé ("Homecoming, Part One")
- Jason Priestley como Jason Priestley ("Spring Outbreak, Part Two")

## Produção

### Desenvolvimento
Em 17 de abril de 2018, foi anunciado que a Netflix havia dado ordem de produção de uma primeira temporada de dez episódios. A série foi criada por Dennis Heaton e Shelley Eriksen, que também atuarão como escritores e produtores executivos. Produtores executivos adicionais devem incluir Chad Oakes, Mike Frislev e David Von Ancken. As empresa de produção é a Nomadic Pictures.

### Seleção de elenco
Juntamente com o anúncio da série inicial, foi confirmado que Jake Manley, Sarah Grey, Matt Frewer, Sam Trammell e Max Martini foram escaladas no elenco regular da série.

## Episódios

### 1.ª temporada (2019)
| N.º na série | N.º na temp. | Título                             | Dirigido por     | Escrito por        | Lançamento         |
| ------------ | ------------ | ---------------------------------- | ---------------- | ------------------ | ------------------ |
| 1            | 1            | "Hell Week, Part One"              | David Von Ancken | Dennis Heaton      | 7 de março de 2019 |
| 2            | 2            | "Hell Week, Part Two"              | David Von Ancken | Shelley Eriksen    | 7 de março de 2019 |
| 3            | 3            | "Introduction To Ethics, Part One" | Kristin Lehman   | Rachel Langer      | 7 de março de 2019 |
| 4            | 4            | "Introduction To Ethics, Part Two" | Kristin Lehman   | Jennica Harper     | 7 de março de 2019 |
| 5            | 5            | "Homecoming, Part One"             | Leslie Hope      | Jason Filiatrault  | 7 de março de 2019 |
| 6            | 6            | "Homecoming, Part Two"             | Leslie Hope      | Penny E. Gummerson | 7 de março de 2019 |
| 7            | 7            | "Undeclared, Part One"             | Rachel Leiterman | Jennica Harper     | 7 de março de 2019 |
| 8            | 8            | "Undeclared, Part Two"             | Rachel Leiterman | Rachel Langer      | 7 de março de 2019 |
| 9            | 9            | "Finals, Part One"                 | Mathias Herndl   | Shelley Eriksen    | 7 de março de 2019 |
| 10           | 10           | "Finals, Part Two"                 | Mathias Herndl   | Dennis Heaton      | 7 de março de 2019 |

### 2.ª temporada (2020)
| N.º na série | N.º na temp. | Título                      | Dirigido por   | Escrito por      | Lançamento          |
| ------------ | ------------ | --------------------------- | -------------- | ---------------- | ------------------- |
| 11           | 1            | "Free Radicals, Part One"   | Leslie Hope    | Dennis Heaton    | 18 de junho de 2020 |
| 12           | 2            | "Free Radicals, Part Two"   | Leslie Hope    | Dennis Heaton    | 18 de junho de 2020 |
| 13           | 3            | "Fear Itself, Part One"     | Mathias Herndl | Shelley Eriksen  | 18 de junho de 2020 |
| 14           | 4            | "Fear Itself, Part Two"     | Mathias Herndl | Shelley Eriksen  | 18 de junho de 2020 |
| 15           | 5            | "The Commons, Part One"     | Marita Grabiak | Jason Filiatraut | 18 de junho de 2020 |
| 16           | 6            | "The Commons, Part Two"     | Marita Grabiak | Jason Filiatraut | 18 de junho de 2020 |
| 17           | 7            | "Spring Outbreak, Part One" | ASA            | ASA              | 18 de junho de 2020 |
| 18           | 8            | "Spring Outbreak, Part Two" | ASA            | ASA              | 18 de junho de 2020 |
| 19           | 9            | "New World Order, Part One" | ASA            | ASA              | 18 de junho de 2020 |
| 20           | 10           | "New World Order, Part Two" | ASA            | ASA              | 18 de junho de 2020 |